# Ілюк Максим Анатолійович
Максим Анатолійович Ілюк (нар. 10 листопада 1990, Красноїльськ, Чернівецька область, УРСР) — український футболіст, нападник.

## Біографія

### Клубна кар'єра
Перший тренер Максима — В. Бужак. У дитячо-юнацькій футбольній лізі України виступав за чернівецьку «Буковину» з 2006 року по 2007 рік. Влітку 2007 року потрапив в основну команду «Буковини», клуб виступав у другій лізі чемпіонату України. У складі команди дебютував 29 липня 2007 року в матчі проти «Нафтовика» з міста Долина (1:0), Ілюк почав матч в основі, але на 60 хвилині був замінений. У сезоні 2007/08 Ілюк забив 11 м'ячів і став найкращим бомбардиром команди, разом із Степаном Маковійчук. В кінці сезону він не міг грати через травму. В чернівецькій команді провів півтора року і зіграв за «Буковину» 45 матчів в яких забив 18 м'ячів.
У грудні 2008 року підписав трирічний контракт з донецьким «Шахтарем». Також їм цікавилися: донецький «Металург» і «Дніпро», а також московські «Локомотив» і «Спартак». Ілюк в «Шахтарі» виступав за дублюючий склад який виступав в молодіжній першості України. У сезоні 2008/09 «Шахтар» вперше став переможцем молодіжної першості. У наступному сезоні «Шахтар» став срібним призером першості поступившись лише львівським «Карпатам». У сезоні 2010/11 «Шахтар» знову став переможцем молодіжного чемпіонату. Ілюк виступаючи за дубль «Шахтаря» протягом двох з половиною роки провів 40 матчів в яких забив 13 м'ячів.
Влітку 2011 року перейшов на правах оренди в луганську «Зорю». Виступав за клуб протягом сезону 2011/12. У Прем'єр-лізі України дебютував 9 липня 2011 року в 1 турі чемпіонату в виїзному матчі проти сімферопольської «Таврії» (3:1), Ілюк вийшов на 79 хвилині замість Бруно Ренана. Всього за «Зорю» Максим провів 9 матчів в Прем'єр-лізі України і 1 матч в Кубку України. А також виступав і за молодіжний склад «Зорі» з якої став срібним призером молодіжної першості України.
У 2013 році повернувся в донецький «Шахтар», де був направлений в третю команду, протягом півтора року провів 22 матчі в яких забив 5 м'ячів. Взимку 2015 року перейшов на правах оренди в маріупольський «Іллічівець». Де Максим виступав протягом півроку. Влітку продовжив контракт ще на один рік. У літнє міжсезоння 2016 року залишив склад «приазовців». 1 березня 2017 року підписав контракт з рідною «Буковиною», в якій виступав до закінчення 2016/2017 сезону. Після отримання статусу вільного агента, тривалий час підтримував форму виступаючи за команду «Іванківці» в чемпіонаті Чернівецької області, а згодом розпочав виступати і за один із найсильніших аматорських клубів чемпіонату Чернівецької області: «Волока» (2018–2019, 2022–2023).

### Кар'єра в збірній
У 2009 році провів 2 матчі за юнацьку збірну України до 19 років проти Латвії і Росії. Ілюк був претендентом на потрапляння до складу на юнацький чемпіонат Європи до 19 років в Донецьку і Маріуполі, але через травму Юрій Калитвинцев не взяв його на турнір.

## Досягнення
- Переможець молодіжної першості України (2): 2008/09, 2010/11
- Срібний призер молодіжної першості України (2): 2009/10, 2011/12